# Unai Zubeldia
Zubeldia  Elduaien est un nom espagnol. Le premier nom de famille, en général paternel, est Zubeldia ; le second, en général maternel, souvent omis, est Elduaien.
Unai Zubeldia Elduaien, né le 7 juillet 2003 à Ibarra (Guipuscoa), est un coureur cycliste espagnol. Il est membre de l'équipe Laboral Kutxa.

## Biographie
Unai Zubeldia est né à Ibarra, une commune située dans la communauté autonome du Pays basque. Contrairement à ce que pourrait laisser penser son patronyme, il n'a aucun lien de parenté avec Haimar Zubeldia. Les deux coureurs sont toutefois originaires de la même province (Guipuscoa). Il commence le cyclisme durant sa jeunesse à l'Oriako Txirrindulari Eskola, où il évolue dans les catégories des jeunes. 
En 2021, il se distingue en obtenant quatre victoires chez les juniors (moins de 19 ans). Il intègre ensuite l'équipe Laboral Kutxa, réserve de la formation Euskaltel-Euskadi. Sous ses nouvelles couleurs, il se fait remarquer lors du Tour d'Italie espoirs 2022 en portant le maillot blanc de meilleur jeune durant un jour. Il ne délaisse pas pour autant ses études en suivant des cours d'analyse commerciale à l'université de Deusto,. 
Lors de la saison 2023, il s'illustre en étant l'un des meilleurs cyclistes du circuit basco-navarrais, avec trois victoires et de nombreuses places d'honneur. Il s'impose notamment sur la Santikutz Klasika, une course inscrite au calendrier de la Coupe d'Espagne amateurs. Grâce à ses bonnes performances, il signe un premier contrat professionnel avec la structure Euskaltel-Euskadi pour les deux prochaines années,.

## Palmarès
- 2021
  - Gran Premio Errenteria Hiria Saria
  - Mémorial Aitor Bugallo juniors
  - Lazkao Proba juniors
  - Idiazabal Saria
  - 2e de la Gipuzkoako Itzulia
  - 3e du Tour de Pampelune
- 2022
  - 2e du Mémorial Jesús Pereda
- 2023
  - San Gregorio Saria
  - Mémorial Zunzarren
  - Santikutz Klasika
  - 2e du Premio Primavera
  - 2e de la Prueba Loinaz
  - 3e du Mémorial Santisteban
  - 3e de la San Martín Proba
  - 3e du Torneo Euskaldun